# New Ashford
New Ashford – miasto w Stanach Zjednoczonych, w stanie Massachusetts, w hrabstwie Berkshire.